# Simon Hantaï
Simon Hantaï (Biatorbágy, 7 de diciembre de 1922-París, 12 de septiembre de 2008) fue un pintor abstracto franco-húngaro. 
Especializado en su técnica de reproducción en serie, también ilustró libros sobre todo infantiles.

## Biografía
Nació cerca de Pest en una familia de suabos del Danubio (que cambiaron el apellido Handl por Hantai). Estudió bellas artes en Budapest y más tarde en Italia y Francia desde 1948. André Breton escribió el prefacio de su primera exposición. 
Representó a Francia en la Bienal de Venecia de 1982 y el Centro Pompidou hizo una retrospectiva de su obra en 1976.
Es padre de los músicos Marc, Jérôme y Pierre Hantaï.